# 235
| [ Edytuj tabelę ] |                                                               |
| Władca Korei      | - 227 Tongch’ŏn 248                                           |
| Papież            | - 217 Hipolit Rzymski 235 - 230 Poncjan 235 - 235 Anteros 236 |
| Król Persji       | - 224 Ardaszir I 241                                          |
| Cesarz Rzymu      | - 222 Aleksander Sewer 235 - 235 Maksymin Trak 238            |

Rok 235 / CCXXXV
stulecia: II wiek ~
III wiek ~
IV wiek

lata: 225 «
230 «
231 «
232 «
233 «
234 «
235
» 236
» 237
» 238
» 239
» 240
» 245

## Wydarzenia
- 21 marca – Aleksander Sewer zginął zabity przez własną armię; żołnierze obwołali cesarzem Maksymina Traka. Zaczął się okres nasilonej destabilizacji i wojny domowej w Cesarstwie Rzymskim (kryzys wieku III): w ciągu 49 lat było 26 cesarzy, z których tylko jeden zmarł śmiercią naturalną.
- 25 września – abdykował papież Poncjan.
- 21 listopada – Anteros wybrany papieżem.
- Kampania Maksymina Traka przeciwko Alamanom.
- Wizygoci nad dolnym Dunajem[1].

## Urodzili się
- Agata Sycylijska, męczennica chrześcijańska (zm. 251).
- Ruan Xian, chiński poeta (lub w 234, zm. 305).

## Zmarli
- 21 marca – Aleksander Sewer, cesarz rzymski (ur. 208).
- po 28 września – Poncjan, papież.
- Claudius Aelianus, mówca (ur. 175).
- Guo Nüwang, chińska cesarzowa.
- Kwartynus, uzurpator.
- Reskuporis III, król Bosporu.